# 設楽矢作の仲間になったらこうなった
『設楽矢作の仲間になったらこうなった』（したらやはぎのなかまになったらこうなった）は、TBS系列で放送されたバラエティ番組・単発番組である。

## 出演者

### MC
- 設楽統（バナナマン）
- 矢作兼（おぎやはぎ）

## ネット局
| 放送対象地域   | 放送局            | 系列    | 放送日時                     | 遅れ日数  |
| -------------- | ----------------- | ------- | ---------------------------- | --------- |
| 関東広域圏     | TBSテレビ（TBS）  | TBS系列 | 2014年1月7日 24:19 - 25:19   | 制作局    |
| 岡山県・香川県 | 山陽放送（RSK）   | TBS系列 | 2014年1月20日 24:28 - 25:28  | 13日遅れ  |
| 新潟県         | 新潟放送（BSN）   | TBS系列 | 2014年1月21日 24:58 - 25:59  | 14日遅れ  |
| 沖縄県         | 琉球放送（RBC）   | TBS系列 | 2014年3月4日 25:28 - 26:28   | 56日遅れ  |
| 青森県         | 青森テレビ（ATV） | TBS系列 | 2014年4月8日 23:58 - 24:58   | 91日遅れ  |
| 宮城県         | 東北放送（TBC）   | TBS系列 | 2014年4月15日 23:53 - 24:53  | 98日遅れ  |
| 愛媛県         | あいテレビ（ITV） | TBS系列 | 2014年7月27日 16:00 - 17:00  | 201日遅れ |
| 近畿広域圏     | 毎日放送（MBS）   | TBS系列 | 2014年9月17日 24:57 - 25:59  | 253日遅れ |
| 広島県         | 中国放送（RCC）   | TBS系列 | 2014年10月27日 23:53 - 24:53 | 293日遅れ |

## 主なスタッフ
- 構成：寺田智和、酒井健作、大井洋一、大西右人
- ナレーション：脇坂京子
- タイトルデザイン：ATOMONE
- CAM：石毛雄己、小松崎洋平
- AUD：田中絵美、後藤広大
- VE：粕谷弘樹
- LD：中鉢修
- メイク：蔵本優花
- 音効：石川良則（スポット）
- 技術協力：スウィッシュ・ジャパン、ミヤギテレビサービス、SDTエンタープライズ
- 美術協力：ジーケン・アート、東宝舞台
- EED・MA：麻布プラザ
- TK：伊藤佳加
- 取材協力：ReLAX、久田将義、羽柴拓
- 編成：渡辺信也
- 宣伝：眞鍋武
- AD：栗坪隆平、備前真悟
- AP：宇田川雄大
- ディレクター：中西正太、水口健司
- プロデューサー：新貝元章
- 演出：塩谷泰孝
- 製作：シオプロ、TBS